# Sphaeronycteris toxophyllum
Sphaeronycteris toxophyllum är en fladdermusart som beskrevs av Peters 1882. Sphaeronycteris toxophyllum är ensam i släktet Sphaeronycteris som ingår i familjen bladnäsor. IUCN kategoriserar arten globalt som otillräckligt studerad. Inga underarter finns listade i Catalogue of Life.
Arten blir ungefär 57 mm lång (huvud och bål), har cirka 39 mm långa underarmar och väger ungefär 15 g. Den rudimentära svansen är inte synlig utanför kroppen. Pälsen har på ovansidan en kanelbrun färg med några vita hår (främst på ryggens mitt). På undersidan är pälsen ljusbrun. Hudfliken på näsan liknar mer ett horn än ett blad. Detta horn är hos hanar större än hos honor. Det senare finns hos de flesta andra bladnäsor. Denna fladdermus påminner om arten Centurio senex men hudvecken i ansiktet är inte lika skrynkliga. Sphaeronycteris toxophyllum har en tredje molar i underkäkens båda sidor.
Denna fladdermus förekommer i norra Sydamerika öster om Anderna. Utbredningsområdet sträcker sig från Colombia och Venezuela till östra Peru, norra Bolivia och västra Brasilien. Arten vistas i låglandet och i bergstrakter upp till 2250 meter över havet. Sphaeronycteris toxophyllum hittas främst i fuktiga städsegröna skogar. I torra regioner lever arten i galleriskogar. Den kan anpassa sig till odlade landskap.
Det är nästan inget känt om artens levnadssätt. Troligen har den frukter som föda. I Peru fångades i oktober 1983 en hona som var dräktig.